# Боровицкий, Михаил Васильевич
Боровицкий Михаил Васильевич (род. 25 января 1955 года, Волгоградская область, СССР) — российский политический деятель, председатель Ярославской областной Думы (с 2013 по 2018 год; с 2021 года). Депутат Ярославской областной Думы VI-го и VII-го созывов.

## Биография
Специальность учёный-агроном получил в Волгоградском сельскохозяйственном институте, который окончил в 1977 году. После чего начал работать в колхозе им. Ленина в Первомайском районе Ярославской области. Позже стал председателем колхоза «Смена». В 1985 году назначен главой районного агропромышленного объединения.

### Политическая карьера
В 1991 году — первый секретарь Первомайского райкома КПСС.
В 1996 году избран главой Первомайского района Ярославской области.
В 2000 году назначен директором Департамента Агропромышленного комплекса, природопользования и потребительского рынка Правительства Ярославской области. С 2007 года — заместитель губернатора Ярославской области.
8 сентября 2013 года был избран по списку «Единой России» депутатом областой Думы VI-го созыва. А 1 октября того же года — председателем Ярославской областной Думы.
С 14 января 2017 года по 27 июня 2018 года — секретарь Ярославского отделения «Единой России». В сентябре 2018 года — избран депутатом облдумы VII-го созыва по списку «Единой России».
16 февраля 2021 года был вновь избран председателем Ярославской областной Думы. За него проголосовало 40 из 46 присутствовавших на процедуре депутатов. В итоге он был избран спикером регионального парламента вместо трагически погибшего предыдущего председателя Ярославской облдумы Алексея Константинова.

### Награды
- Серебряная медаль «За вклад в развитие агропромышленного комплекса России»[3].